# Раон-ле-Ло
Рао́н-ле-Ло (фр. Raon-lès-Leau) — коммуна во французском департаменте Мёрт и Мозель региона Лотарингия. Относится к кантону Бадонвиллер.	

## География

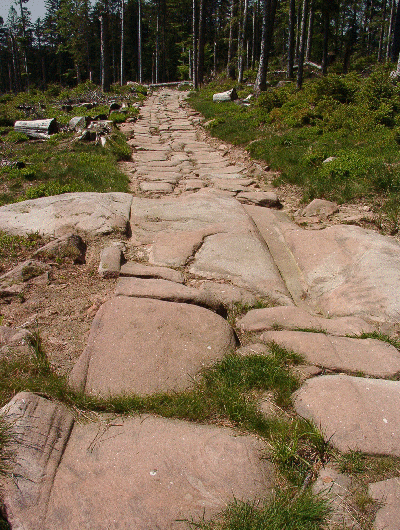
Древнеримская дорога в окрестностях Раон-ле-Ло.

Раон-ле-Ло расположен в 70 км к востоку от Нанси в долине реки Плен самого сердца горного массива Вогезов и окружён лесами, граничит с Раон-сюр-Плен на юге. Соседние коммуны: Гранфонтен на юго-востоке, Раон-сюр-Плен на юге, Лювиньи и Вексенкур на юго-западе, Ангомон на западе.

## История
- В 1871 году значительная часть лесного массива, прилегавшего к лотарингским коммуннам Раон-ле-Ло и Раон-сюр-Плен, отошла к Германской империи как результат поздней договорённости между Францией и Германией о сохранении целостности железнодорожной линии под Аврикуром в обмен на эти территории. Однако, и после реституции Лотарингии и Эльзаса в 1919 году Францией эта территория осталась за Эльзасом, что вызвало протест жителей лотарингских коммун.

## Демография
Население коммуны на 2010 год составляло 40 человек.
| 1962 | 1968 | 1975 | 1982 | 1990 | 1999 | 2010 |
| ---- | ---- | ---- | ---- | ---- | ---- | ---- |
| 59   | 47   | 37   | 16   | 24   | 27   | 40   |

## Достопримечательности
- Церковь XIX века.